# エドゥアルト・フォン・シュライヒ
エドゥアルト・リッター・フォン・シュライヒ（Eduard Ritter von Schleich、旧姓Eduard-Maria Joseph Schleich、1888年8月9日 - 1947年 11月15日）は、第一次世界大戦のドイツ帝国陸軍航空隊のエース・パイロットである。大戦終結までに35機の敵機を撃墜した。第二次世界大戦ではドイツ空軍の将軍であった。

## 初期の履歴
エドゥアルト・リッター・フォン・シュライヒは1888年8月9日にバイエルン王国のミュンヘンで生まれ、家族は直ぐにスパの街バート・テルツへ引っ越した。学校を卒業するとバイエルン王国陸軍の士官候補生課程に参加することに決め、最終的に1910年に第11バイエルン歩兵連隊に配属された。第一次世界大戦が始まる前にフォン・シュライヒは健康上の問題で現役任務を解かれたが、再度志願して1914年8月25日にロレーヌの戦いで重傷を負った。

## 第一次世界大戦

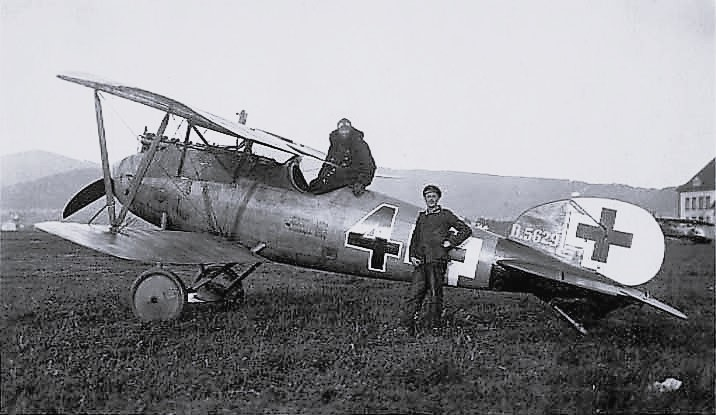
アルバトロス D.Va

負傷から回復するとフォン・シュライヒはバイエルン王国航空隊へ志願することを決め、観測員として訓練を受ける許可を得た。第1補充分遣隊（FEA 1、Fliegerersatz-Abteilung）の複座機で任務に就いた後でパイロット訓練に回され、1915年9月にパイロットの資格を取得した。フォン・シュライヒは10月に第2b飛行分遣隊（FA 2b、Flieger-Abteilung）に配属され、1916年1月の偵察飛行中にフォン・シュライヒは対空砲火の砲弾の炸裂により負傷した。基地への帰還途上でシュライヒは飛行中に同乗者の怪我に応急処置を施した。この行為により一級鉄十字章を授与された。
この怪我によりフォン・シュライヒは、第1飛行学校（Fleigerschule 1）の指揮官に任命される9月まで戦闘に出られなかった。1917年5月にフォン・シュライヒは、第21戦闘飛行中隊（Jasta 21）に転属し、6月以降この部隊の指揮を執った。フォン・シュライヒが指揮を執る以前、第21戦闘飛行中隊はさしたる輝かしい戦歴も無く士気も低かったが、フォン・シュライヒ中尉が指揮官になって1カ月で部隊は36機の敵機を撃墜しその内の19機はフォン・シュライヒ個人の戦果であった。
この部隊で親友であったエーリヒ・リンペルト（Erich Limpert）少尉がドッグファイトで戦死するとフォン・シュライヒは自分の乗機を真っ黒に塗装させた。この黒い機体によりフォン･シュライヒは直ぐに｢黒騎士｣と綽名されるようになった。
プロイセン王国の軍人以外がプロイセン王国の戦闘機部隊の指揮を執ることについてプロイセン王国とバイエルン王国の間で政治議論が進行中であり、これによりバイエルン王国の戦闘機部隊が新たに編成され1917年10月に25機撃墜のフォン･シュライヒが第32戦闘飛行中隊（Jasta 32）の指揮官に再度任命された。
12月にフォン・シュライヒはプール・ル・メリット勲章を授与され、第1戦闘機学校（ Jastaschule 1）の指揮を暫くの間執った後、3月15日に第23、第24、第35戦闘飛行中隊を合併して編成された第8戦闘飛行隊（Jagdgruppe Nr. 8）の指揮官となった。大戦最後の月にフォン・シュライヒは第21戦闘飛行中隊の指揮を執った。戦争が終了した時点でフォン・シュライヒの戦果は35機であった。

## 戦間期
積年の戦闘の後、フォン・シュライヒは体力を回復するために短期間バート・ライヘンホールの病院で療養し、1919年にバイエルン州警察の航空部隊であるバイエルン航空隊の総監に任命された。
1919年4月にドイツ共産党は力ずくでミュンヘンの権力を掌握し、フォン・シュライヒは即座に逮捕、裁判の対象者とされた。幸運なことに翌月に政府軍が共産党員を放逐し、バイエルンは再びヴァイマル共和国に復帰した。
バイエルン警察でパイロットとして短い期間勤めた後、フォン・シュライヒは休戦期間履行のための陸軍平和委員会の連絡将校となった。
1921年12月に復員するとフォン・シュライヒは泥炭農場労働者として働いた後にルフトハンザ航空のパイロットとなった。1929年にルフトハンザ航空を退社するとミュンヘンで飛行倶楽部の経営を始めた。1931年に国家社会主義ドイツ労働者党に入党し、同時に準軍事航空組織である親衛隊飛行隊（SS-Fliegerstaffel）の一員となった。フォン・シュライヒはヒトラーユーゲントの航空プログラムの責任者に任命され、将軍に昇進した。
1935年にドイツ空軍が創立されるとフォン・シュライヒは、航空予備部隊と急降下爆撃機パイロットの訓練を監督する少佐として軍役に戻った。
その後、1937年に新設の第234戦闘航空団（Jagdgeschwader 234）の指揮官に任命された。フォン・シュライヒは大佐に昇進し、ドイツ西部の前線防衛を担当する第132戦闘航空団「シュラゲーター」（Jagdgeschwader 132 ‘Schlageter’）の指揮官になった。1939年に第26戦闘航空団（Jagdgeschwader 26）に改称されたが、この部隊は第二次世界大戦の初期段階では限定的な役割しか果たさなかった。

## 第二次世界大戦
1939年12月にフォン・シュライヒは少将の地位でオーストリアのウィーン＝シュウェヒャトにある戦闘機学校の指揮官に就任した。1940年遅くにはドイツ空軍の任務で、ルーマニア空軍の組織化、訓練を援助するためにルーマニアへ派遣された。
その後、1941年半ばにフォン・シュライヒはデンマーク占領軍の司令官となり、ほぼ2年半をそこで過ごした。
フォン・シュライヒの最後の任命はノルウェーのドイツ空軍地上部隊司令官で、1944年遅くまでその地位にいた。フォン・シュライヒが着任して9カ月後の9月に地域司令部が廃止されると、11月半ばには彼の名は予備役のリストに載せられた。最終的にフォン・シュライヒは中将の階級で退役した。
戦後、英軍の捕虜となり、拘留中の1947年 11月15日に心臓疾患により59歳で死去した。エドゥアルト・リッター・フォン・シュライヒは、ミュンヘン近郊のディーセン・アム・アンマーゼーに埋葬された。

## 受勲
- 鉄十字章（1914）
  - 2級
  - 1級
- マックス＝ヨーゼフ騎士十字章
- プール・ル・メリット勲章